# Generación hambrienta
La Generación hambrienta ( হাংরি আন্দোলন ) fue un movimiento literario en la lengua bengalí. El cuarteto de los hambrientos, es decir, Shakti Chattopadhyay, Malay Roychoudhury, Samir Roychoudhury y Debi Roy, fueron los iniciadores de este movimiento, en los años 1960 en Calcuta, India. 
Debido a su implicación en este movimiento cultural vanguardista, los líderes perdieron sus trabajos y fueron encarcelados. El Prof. Dr. Uttam Das, de la Universidad de Calcuta, en su disertación "Shruti, Shastravirodhi y hambienta Andolon" ha explicado cómo desafiaron y cambiaron perceptiblemente la lengua y el vocabulario usados por los escritores contemporáneos para expresar sus sentimientos en literatura y pintura. El acercamiento de los Hambrientos era enfrentar y disturbar los cánones coloniales preconcebidos. Además de los cuatro famosos mencionados antes, estuvieron Utpalkumar Basu, Binoy Majumdar, Sandipan Chattopadhyay, Basudeb Dasgupta, Falguni Ray, Subhash Ghosh, Tridib Mitra, Alo Mitra, Arunesh Ghosh, Ramananda Chattopadhyay, Anil Karanjai, Karunanidhan Mukhopadhyay, Subo Acharya, Pradip Choudhuri, entre los escritores y los artistas principales del movimiento.

## Orígenes
El movimiento fue oficialmente lanzado, en noviembre de 1961, por Roy Choudhury y su hermano Samir Roychoudhury, en Patna. Tomaron la palabra hambrienta de la línea de Geoffrey Chaucer "En Sowre Hungry Tyme" y recurrieron a, entre otros, las ideas histriográficas de Oswald Spengler sobre la no centralidad de la evolución cultural y la progresión, en busca de inspiración filosófica. Ese libro fue lanzado en noviembre de 1961 y los seguidores del autor se aglomeraban en la residencia del mismo ubicada en Patna del Malay Roychoudhury. El movimiento duró de 1961 a 1965. Es erróneo sugerir que el movimiento fue influenciado por la generación Beat, ya que Ginsberg no visitó Malasia hasta abril de 1963, cuando llegó a Patna. Los poetas Octavio Paz y Ernesto Cardenal fueron a visitar Malasia más tarde, a fines de la década de 1960. La generación de hambre tiene algunos de los mismos ideales que el Papelipolas y el Grupo de Barranquilla, ambos de Colombia, y la Generación del 68 española.

## Historia
Este movimiento es caracterizado por la expresión de la proximidad a la naturaleza y a veces principios de Gandhianism y de Prudhonism. Aunque originaria en Patna, Bihar, India y con base, inicialmente, en Calcuta, India), tuvo participantes por Bengala del norte, Tripura y Benares. Arvind Krishna Mehrotra, luego profesor y redactor, se asoció al movimiento hambriento. En 1964, Shakti Chattopadhyay, Sandipan Chattopadhyay, Saileswar Ghosh, Subhash Ghosh dejaron el movimiento.
Más de cien manifiestos fueron publicados durante 1961-1965. Poemas malayos se publicaron por P.Lal de su publicación del taller de los escritores. Howard McCord publicó el poema polémico  Prachanda Boidyutik Chhutar es decir "Jesús eléctrico" dirigido de Roychoudhury del Malay de la Universidad de estado de Washington en 1965. Este poema se ha traducido en varias idiomas del mundo. En alemán de Carl Weissner, en español de Margaret Randall, en urdu de Ameeque Hanfee, en Assamese de Manik Dass, en gujarati de Nalin Patel, en hindi de Rajkamal Choudhury, en inglés de Howard McCord.

## Impacto
Los trabajos de estos participantes aparecieron en el diario  City Lights números 1, 2, de y 3 publicados entre 1964 y 1966, corregido por Lawrence Ferlinghetti, y en números especiales de revistas estadounidenses, incluyendo Kulchur editado por Lita Hornick, "Klactoveedsedsteen" editado por Carl Weissner, el "Corno Emplumado" editado por Margaret Randall, la revisión imperecedera editada por Barney Rosset, el "Terremoto Salado de las Plumas", "Intrépido", y "De Sanfrancisco", durante los años 1960 (véase las referencias) Generación Hambrienta también sabida como "Hungryalism" desafío los géneros literarios de corriente. El grupo escribió poesía y prosa en formas totalmente diversas y experimentó con los contenidos. El movimiento cambió la atmósfera literaria de Bengala en conjunto. Tuvo influencias en las literaturas de hindi, marathi, assamese, telugú y urdu (véase las referencias).

## Celebridades Hambrientas
- Malay Roy Choudhury
- Shakti Chattopadhyay
- Falguni Roy
- Debi Ray
- Samir Roychoudhury
- Anil Karanjai
- Tridib Mitra
- Pradip Choudhuri
- Sandipan Chattopadhyay
- Subo Acharya
- Subimal Basak
- Subhas Ghose
- Saileswar Ghose
- Binay Majumdar

## Disertaciones
1. "Movimientos hambrientos de Shruti y de Shastravirodhi" del Dr Uttam Das, publicado por Mahadiganta Publishers, Baruipur, Bengala del oeste, la India (1986).
2. "Manifestos de Hungryalist" de Ebadul Haque, publicado por los editores de Abar Eshechhi Phirey, Murshidabad, Bengala del oeste, la India. (2007).
3. "Movimiento y Anti-Establecimiento de Hungryalist" de Profesor Swati Banerjee, de la Universidad de Rabindra Bharati, Calcuta. (2007).